# چاتال‌تپه (گول‌باشی)
چاتال‌تپه (به ترکی استانبولی: Çataltepe) یک منطقهٔ مسکونی در ترکیه است که در گول‌باشی واقع شده‌است.